# Campeonato Femenino Sub-20 de la CAF de 2024
El Campeonato femenino sub-20 de la CAF de 2024 fue el XII torneo que decidió qué naciones africanas participarán de la Copa Mundial Femenina de Fútbol Sub-20 de 2024 en Colombia como representantes de la CAF. Dos selecciones se clasificarán. Las jugadoras nacidas a partir del 1 de enero de 2004 eran elegibles para competir en el torneo.
Cuatro equipos podrían clasificarse de este torneo para la Copa Mundial Femenina Sub-20 de la FIFA 2024 en Colombia como representantes de la CAF.

## Sistema
Un total de 35 (de 54) equipos nacionales miembros de la CAF ingresaron a las rondas de clasificación. El sorteo se realizó el 8 de junio de 2023 en la sede de CAF en El Cairo, Egipto. Los procedimientos del sorteo fueron los siguientes:
- En la primera ronda, participaron las seis naciones con las clasificaciones más bajas entre el 1 y el 10 de septiembre en partidos de ida y vuelta.
- En la segunda ronda, los tres ganadores de la primera ronda jugarán se incorporarán a los otros 29 equipos que accedieron directamente a esta segunda ronda  formándose un total de dieciséis parejas para jugar en partidos de ida y vuelta.
- En la tercera ronda, los dieciséis ganadores de la segunda ronda se distribuyeron en ocho series según los números de emparejamientos de la segunda ronda; jugarán partidos de ida y vuelta.
- En la cuarta ronda, los ocho ganadores de la tercera ronda se asignaron a cuatro series según los números de emparejamientos de la tercera ronda; jugarán partidos de ida y vuelta.

## Formato
Las eliminatorias de clasificación se juegan a partidos de ida y vuelta. Si el resultado global está empatado después del partido de vuelta, se aplica la regla del gol de visitante y, si sigue empatado, se utiliza la tanda de penaltis (sin tiempo extra) para determinar el ganador.

## Fechas
| Ronda         | Partido | Fecha                      |
| ------------- | ------- | -------------------------- |
| Primera ronda | Ida     | 1–3 de septiembre de 2023  |
| Primera ronda | Vuelta  | 8–10 de septiembre de 2023 |
| Segunda ronda | Ida     | 6–8 de octubre de 2023     |
| Segunda ronda | Vuelta  | 13–15 de octubre de 2023   |
| Tercera ronda | Ida     | 10–12 de noviembre de 2023 |
| Tercera ronda | Vuelta  | 17–19 de noviembre de 2023 |
| Cuarta ronda  | Ida     | 12–14 de enero de 2024     |
| Cuarta ronda  | Vuelta  | 19–21 de febrero de 2024   |

## Primera ronda
| Equipo 1          | Agr. | Equipo 2     | Ida | Vuelta |
| ----------------- | ---- | ------------ | --- | ------ |
| Togo              | 1–6  | Guinea-Bisáu | 1–3 | 0–3    |
| Mauricio          | w/o  | Chad         | –   | –      |
| Guinea Ecuatorial | w/o  | Libia        | –   | –      |

### Togo vs Guinea-Bisáu
| 3 de septiembre de 2023, 16:00 | Togo         | 1:3 | Guinea-Bisáu                            | Stade de Kégué, Lomé, |                  |
|                                | - Kayaba 40' |     | - 61', 74' F. Dacosta - 90+4' C. Camara | Árbitra: Nigeria      | Árbitra: Nigeria |

| 8 de septiembre de 2023, 16:00 | Guinea-Bisáu                              | 3:0 | Togo | Estádio 24 de Setembro, Bissau, |                                |
|                                | - F. Da Costa 29' - M. Correia 85', 90+4' |     |      | Árbitra: Sylvina Garnett Welma  | Árbitra: Sylvina Garnett Welma |

### Mauricio vs Chad
| septiembre de 2023 | Mauricio | cancelado | Chad |               |  |
|                    |          |           |      | Árbitra: [[]] |  |

| septiembre de 2023 | Chad | cancelado | Mauricio |               |  |
|                    |      |           |          | Árbitra: [[]] |  |

### Guinea Ecuatorial vs Libia
| septiembre de 2023 | Guinea Ecuatorial | cancelado | Libia |               |  |
|                    |                   |           |       | Árbitra: [[]] |  |

| septiembre de 2023 | Libia | cancelado | Guinea Ecuatorial |               |  |
|                    |       |           |                   | Árbitra: [[]] |  |

## Segunda ronda
| Equipo 1          | Agr.     | Equipo 2                        | Ida | Vuelta |
| ----------------- | -------- | ------------------------------- | --- | ------ |
| Marruecos         | 5–1      | Burkina Faso                    | 4–0 | 1–1    |
| Malí              | 2–2 (v.) | Argelia                         | 1–0 | 1–2    |
| Senegal           | 2–0      | Benín                           | 2–0 | 0–0    |
| Suazilandia       | w/o      | Gabón                           |     |        |
| Congo             | 5–1      | Namibia                         | 2–1 | 3–0    |
| Camerún           | 6–1      | Botsuana                        | 2–0 | 4–1    |
| Zambia            | 2–2 (v.) | República Democrática del Congo | 2–2 | 0–0    |
| Tanzania          | 12–0     | Yibuti                          | 5–0 | 7–0    |
| Níger             | 0–10     | Guinea                          | 0–4 | 0–6    |
| Guinea Ecuatorial | 2–5      | Etiopía                         | 1–1 | 1–4    |
| Mozambique        | 0–8      | Uganda                          | 0–6 | 0–2    |
| Guinea-Bisáu      | 0–6      | Ghana                           | 0–3 | 0–3    |
| Egipto            | 18–0     | Santo Tomé y Príncipe           | 7–0 | 11–0   |
| Kenia             | 10–1     | Angola                          | 6–1 | 4–0    |
| Burundi           | 2–2 (v.) | Sudáfrica                       | 0–0 | 2–2    |
| Mauricio          | w/o      | Nigeria                         |     |        |

### Marruecos vs Burkina Faso
| 8 de octubre de 2023 | Marruecos                                                    | 4:0     | Burkina Faso | Stade Ben M'Hamed El Abdi, El Yadida, Marruecos, |                         |
| 17:00 (UTC+1)        | - Zouhir 5' - Boussate 49' - El Hamzaoui 61' - Boussatta 78' | Reporte |              | Árbitra: Asma Chouchane                          | Árbitra: Asma Chouchane |

| 13 de octubre de 2023 | Burkina Faso     | 1:1     | Marruecos     | Stade Ben M'Hamed El Abdi, El Yadida (Marruecos), |               |
| 17:00 (UTC+1)         | - Mounifatou 72' | Reporte | - El Asri 42' | Árbitra: [[]]                                     | Árbitra: [[]] |

### Malí vs Argelia
| 8 de octubre de 2023 | Malí            | 1:0     | Argelia | Estadio 8 de mayo de 1945, Sétif (Argelia), |                               |
| 18:00 (UTC+1)        | - D. Traoré 67' | Reporte |         | Árbitra: Fatoumata Sall Touré               | Árbitra: Fatoumata Sall Touré |

| 13 de octubre de 2023 | Argelia                          | 2:1     | Malí                 | Estadio 8 de mayo de 1945, Sétif, |                              |
| 18:00 (UTC+1)         | - Cissé 51' (a.g.) - El Hadj 86' | Reporte | - Berkous 58' (a.g.) | Árbitra: Shahenda Elmaghrabi      | Árbitra: Shahenda Elmaghrabi |

### Senegal vs Benín
| 7 de octubre de 2023 | Senegal                | 2:0     | Benín | Stade Lat-Dior, Thiès, |               |
| 17:00 (UTC+0)        | - Badio 5' - Ndiaye 9' | Reporte |       | Árbitra: [[]]          | Árbitra: [[]] |

| 15 de octubre de 2023 | Benín | 0:0     | Senegal | Stade de l'Amitié, Cotonou, |               |
| 17:00 (UTC+0)         |       | Reporte |         | Árbitra: [[]]               | Árbitra: [[]] |

### Suazilandia vs Gabón
| 8 de octubre de 2023 | Suazilandia | cancelado | Gabón |               |  |
|                      |             |           |       | Árbitra: [[]] |  |

| 13 de octubre de 2023 | Gabón | cancelado | Suazilandia |               |  |
|                       |       |           |             | Árbitra: [[]] |  |

Suazilandia ganó por walkover y avanzó a la tercera ronda después de que Gabón se retirara antes del partido de ida citando falta de preparación debido a que no se disputaba ningún campeonato local.

### Congo vs Namibia
| 8 de octubre de 2023 | Congo                     | 2:1     | Namibia        | Stade Alphonse Massemba-Débat, Brazzaville, |               |
| 15:30 (UTC+1)        | - Tokassi 27' - Mbayo 36' | Reporte | - Fillipus 19' | Árbitra: [[]]                               | Árbitra: [[]] |

| 13 de octubre de 2023 | Namibia | 0:3     | Congo                                            | Stade Alphonse Massemba-Débat, Brazzaville (Congo), |               |
| 15:30 (UTC+1)         |         | Reporte | - Akouala 39' - Ntsiba 69' - Amuntale 84' (a.g.) | Árbitra: [[]]                                       | Árbitra: [[]] |

### Camerún vs Botsuana
| 7 de octubre de 2023 | Camerún                       | 2:0     | Botsuana | Stade de la Réunification, Douala, |               |
| 17:00 (UTC+1)        | - Enganemben 9' - Wehiong 74' | Reporte |          | Árbitra: [[]]                      | Árbitra: [[]] |

| 14 de octubre de 2023 | Botsuana    | 1:4     | Camerún                             | Lobatse Estadio, Lobatse, |               |
| 15:00 (UTC+1)         | - Dilelo 3' | Reporte | - Enganemben 2', 73' - Eto 39', 89' | Árbitra: [[]]             | Árbitra: [[]] |

### Zambia vs República Democrática del Congo
| 7 de octubre de 2023 | Zambia                     | 2:2     | República Democrática del Congo | Nkoloma Estadio, Lusaka, |               |
| 15:00 (UTC+2)        | - Shamalima 4' - Mbewe 58' | Reporte | - Nyamboki 17' - Nosa 67'       | Árbitra: [[]]            | Árbitra: [[]] |

| 14 de octubre de 2023 | República Democrática del Congo | 0:0     | Zambia | Stade des Martyrs, Kinshasa, |               |
| 15:00 (UTC+1)         |                                 | Reporte |        | Árbitra: [[]]                | Árbitra: [[]] |

### Tanzania vs Yibuti
| 8 de octubre de 2023 | Tanzania                                                | 5:0 | Yibuti | Azam Complex Stadium, Dar es Salaam, |               |
| 15:00 (UTC+3)        | - Rajabu 3', 54' - Luhala 57' - Gerald 68' - Joseph 90' |     |        | Árbitra: [[]]                        | Árbitra: [[]] |

| 11 de octubre de 2023 | Yibuti | 0:7 | Tanzania                                                                     | Azam Complex Stadium, Dar es Salaam (Tanzania), |               |
| 15:00 (UTC+3)         |        |     | - Rajabu 6', 15' - Gerald 13', 35' - Mnali 31' - Z. Mohamed 32' - Mitoga 89' | Árbitra: [[]]                                   | Árbitra: [[]] |

### Níger vs Guinea
| 12 de octubre de 2023 | Níger | 0:4     | Guinea                                     | Stade Général Seyni Kountché, Niamey, |               |
| 16:00 (UTC+0)         |       | Reporte | - Fancinadouno 11', 38', 62' - Samoura 17' | Árbitra: [[]]                         | Árbitra: [[]] |

| 15 de octubre de 2023 | Guinea                                                                 | 6:0     | Níger | Stade Général Seyni Kountché, Niamey (Niger), |               |
| 16:30 (UTC+1)         | - Sidibé 20' - Lamah 36', 67' - Fancinadouno 41' - Kourouma 73', 90+1' | Reporte |       | Árbitra: [[]]                                 | Árbitra: [[]] |

### Guinea Ecuatorial vs Etiopía
| 7 de octubre de 2023 | Guinea Ecuatorial | 1:1 | Etiopía     | Estadio de Malabo, Malabo, |               |
| 15:00 (UTC+1)        | - Bopopo 53'      |     | - Daniel 9' | Árbitra: [[]]              | Árbitra: [[]] |

| 15 de octubre de 2023 | Etiopía                                          | 4:1 | Guinea Ecuatorial | Abebe Bikila Stadium, Addis Ababa, |               |
| 15:30 (UTC+3)         | - N. Bekele 31', 41' - Temesgen 60' - Daniel 86' |     | - Etopa 39'       | Árbitra: [[]]                      | Árbitra: [[]] |

### Mozambique vs Uganda
| 7 de octubre de 2023 | Mozambique | 0:6 | Uganda                                                               | Estádio da Matola, Maputo, |               |
| 15:00 (UTC+2)        |            |     | - Nabukenya 18', 33' - Nandago 39', 48' - Kunihira 42' - Naggayi 64' | Árbitra: [[]]              | Árbitra: [[]] |

| 13 de octubre de 2023 | Uganda                        | 2:0 | Mozambique | FUFA Technical Centre, Njeru, |               |
| 16:00 (UTC+3)         | - Nabulime 6' - Nabukenya 19' |     |            | Árbitra: [[]]                 | Árbitra: [[]] |

### Guinea-Bisáu  vs Ghana
| 8 de octubre de 2023 | Guinea-Bisáu | 0:3 | Ghana                                       | Estádio 24 de Setembro, Bissau, |               |
| 16:00 (UTC+0)        |              |     | - Ameyaa 45+1' - Amponsah 67' - Attobra 77' | Árbitra: [[]]                   | Árbitra: [[]] |

| 14 de octubre de 2023 | Ghana                                    | 3:0     | Guinea-Bisáu | Accra Sports Stadium, Acra, |               |
| 15:30 (UTC+0)         | - Twum 49' - Mohammed 59' - Alormemu 82' | Reporte |              | Árbitra: [[]]               | Árbitra: [[]] |

### Egipto vs Santo Tomé y Príncipe
| 8 de octubre de 2023 | Egipto                                                                       | 7:0 | Santo Tomé y Príncipe | Alexandria Stadium, Alexandria, |               |
| 16:00 (UTC+2)        | - N. Al-Sayed 15', 55' - J. Emad 25', 65' - M. Ehab 75', 85' - N. Khaled 90' |     |                       | Árbitra: [[]]                   | Árbitra: [[]] |

| 13 de octubre de 2023 | Santo Tomé y Príncipe | 0:11 | Egipto | Alexandria Stadium, Alexandria, |               |
| 16:00 (UTC+2)         |                       |      | - H. Mustafa 13', 44', 75' - C. Shehata 45+2' - N. Khaled 52' - H. Tariq 53', 56' - H. Essam 70' - Y. Khaled 71' - H. Omar 74' - N. Al-Sayed 85' | Árbitra: [[]]                   | Árbitra: [[]] |

### Kenia vs Angola
| 8 de octubre de 2023 | Kenia                                                  | 6:1 | Angola        | Nyayo National Stadium, Nairobi, |               |
| 15:00 (UTC+3)        | - Nekesa 4', 7', 24' - Midewa 45+2', 58' - Naliaka 81' |     | - Candido 25' | Árbitra: [[]]                    | Árbitra: [[]] |

| 14 de octubre de 2023 | Angola | 0:4     | Kenia                                              | Estádio 22 de Junho, Luanda, |               |
| 15:30 (UTC+1)         |        | Reporte | - Nekesa 6' - Kwoba 38' - Arusi 57' - Midewa 90+4' | Árbitra: [[]]                | Árbitra: [[]] |

### Burundi vs Sudáfrica
| 8 de octubre de 2023 | Burundi | 0:0 | Sudáfrica | Lucas Moripe Stadium, Pretoria (South Africa, |               |
| 15:00 (UTC+2)        |         |     |           | Árbitra: [[]]                                 | Árbitra: [[]] |

| 11 de octubre de 2023 | Sudáfrica               | 2:2 | Burundi                          | Cote d'Or National Sports Complex, Quatre Bornes, |               |
| 15:00 (UTC+2)         | - Mibe 30' - Mabuza 72' |     | - Akimana 12' - Nshimirimana 68' | Árbitra: [[]]                                     | Árbitra: [[]] |

### Mauricio  vs Nigeria
| 8 de octubre de 2023 | Mauricio | cancelado | Nigeria |               |  |
|                      |          |           |         | Árbitra: [[]] |  |

| 13 de octubre de 2023 | Nigeria | cancelado | Mauricio |               |  |
|                       |         |           |          | Árbitra: [[]] |  |

## Tercera ronda
| Equipo 1                        | Agr.     | Equipo 2 | Ida | Vuelta |
| ------------------------------- | -------- | -------- | --- | ------ |
| Marruecos                       | 5–0      | Guinea   | 3–0 | 2–0    |
| Malí                            | 0–6      | Etiopía  | 0–2 | 0–4    |
| Senegal                         | 2–1      | Uganda   | 1–0 | 1–1    |
| Suazilandia                     | 1–8      | Ghana    | 1–6 | 0–2    |
| Congo                           | 1–7      | Egipto   | 1–1 | 0–6    |
| Camerún                         | 6–2      | Kenia    | 3–0 | 3–2    |
| República Democrática del Congo | 3–3 (v.) | Burundi  | 3–2 | 0–1    |
| Tanzania                        | 2–3      | Nigeria  | 1–1 | 1–2    |

### Marruecos vs Guinea
| 12 de noviembre de 2023 | Marruecos                 | 3:0 | Guinea | Ben M'Hamed El Abdi Stadium, El Jadida, |               |
| 17:00 (UTC+1)           | - El Madani 23', 40', 84' |     |        | Árbitra: [[]]                           | Árbitra: [[]] |

| 18 de noviembre de 2023 | Guinea | 0:2 | Marruecos                     | Ben M'Hamed El Abdi Stadium, El Jadida (Marruecos), |               |
| 16:00 (UTC+1)           |        |     | - Sadiki 17' - El Masnoui 40' | Árbitra: [[]]                                       | Árbitra: [[]] |

### Malí vs Etiopía
| 11 de noviembre de 2023 | Malí | 0:2 | Etiopía                      | Stade du 26 Mars, Bamako, |               |
| 16:30 (UTC+0)           |      |     | - B. Bekele 58' - Daniel 68' | Árbitra: [[]]             | Árbitra: [[]] |

| 19 de noviembre de 2023 | Etiopía                                       | 4:0 | Malí | Abebe Bikila Stadium, Addis Ababa, |               |
| 15:00 (UTC+3)           | - Daniel 34', 45' - Sahilu 66' - Temesgen 70' |     |      | Árbitra: [[]]                      | Árbitra: [[]] |

### Senegal vs Uganda
| 11 de noviembre de 2023 | Senegal  | 1:0     | Uganda | Stade Lat-Dior, Thiès, |               |
| 17:00 (UTC+0)           | - Ba 44' | Reporte |        | Árbitra: [[]]          | Árbitra: [[]] |

| 18 de noviembre de 2023 | Uganda       | 1:1 | Senegal  | FUFA Technical Centre, Kampala, |               |
| 16:00 (UTC+3)           | - Nandago 4' |     | - Ba 25' | Árbitra: [[]]                   | Árbitra: [[]] |

### Suazilandia vs Ghana
| 12 de noviembre de 2023 | Suazilandia   | 1:6 | Ghana                                                                          | Estadio Nacional Somhlolo, Lobamba, |               |
| 15:00 (UTC+2)           | - Nkambule 5' |     | - Attobra 10', 86' - B.Nyarko 28' - Mohammed 49' - S.Nyarko 59' - ? 80' (a.g.) | Árbitra: [[]]                       | Árbitra: [[]] |

| 19 de noviembre de 2023 | Ghana                        | 2:0 | Suazilandia | Accra Sports Stadium, Acra, |               |
| 15:30 (UTC+0)           | - B.Nyarko 6' - S.Nyarko 12' |     |             | Árbitra: [[]]               | Árbitra: [[]] |

### Congo vs Egipto
| 10 de noviembre de 2023 | Congo        | 1:1     | Egipto                | Stade Alphonse Massemba-Débat, Brazzaville, |               |
| 15:30 (UTC+1)           | - Ndengo 55' | Reporte | - D. Karim 20' (pen.) | Árbitra: [[]]                               | Árbitra: [[]] |

| 19 de noviembre de 2023 | Egipto                                                           | 6:0 | Congo | Alexandria Stadium, Alexandria, |               |
| 17:00 (UTC+3)           | - H.Essam 5' - Hisham 17' - Karim 67', 31' - Ehab 75' - Emad 79' |     |       | Árbitra: [[]]                   | Árbitra: [[]] |

### Camerún vs Kenia
| 11 de noviembre de 2023 | Camerún                         | 3:0 | Kenia | Ahmadou Ahidjo Stadium, Yaoundé, |               |
| 17:00 (UTC+1)           | - Enganemben 21', 36' - Eto 44' |     |       | Árbitra: [[]]                    | Árbitra: [[]] |

| 17 de noviembre de 2023 | Kenia             | 2:3 | Camerún             | Nyayo National Stadium, Nairobi, |               |
| 15:00 (UTC+3)           | - Midewa 46', 78' |     | - Eto 24', 60', 63' | Árbitra: [[]]                    | Árbitra: [[]] |

### República Democrática del Congo vs Burundi
| 11 de noviembre de 2023 | República Democrática del Congo         | 3:2     | Burundi                   | Stade des Martyrs, Kinshasa, |               |
| 15:30 (UTC+1)           | - Lubiku 3' - Kalomba 15' - Jenovic 48' | Reporte | - Bizimana 2', 65' (pen.) | Árbitra: [[]]                | Árbitra: [[]] |

| 17 de noviembre de 2023 | Burundi           | 1:0 | República Democrática del Congo | FUFA Technical Centre, Kampala (Uganda), |               |
| 15:00 (UTC+3)           | - Nshimirimana 7' |     |                                 | Árbitra: [[]]                            | Árbitra: [[]] |

### Tanzania vs Nigeria
| 12 de noviembre de 2023 | Tanzania     | 1:1 | Nigeria     | Azam Complex Stadium, Dar es Salaam, |               |
| 15:00 (UTC+3)           | - Ubamba 70' |     | - Olise 57' | Árbitra: [[]]                        | Árbitra: [[]] |

| 19 de noviembre de 2023 | Nigeria                              | 2:1 | Tanzania     | Moshood Abiola National Stadium, Abuya, |               |
| 16:00 (UTC+1)           | - Aikekoromowei 15' - Folorunsho 60' |     | Mnundika 20' | Árbitra: [[]]                           | Árbitra: [[]] |

## Cuarta ronda
| Equipo 1  | Agr. | Equipo 2 | Ida | Vuelta |
| --------- | ---- | -------- | --- | ------ |
| Marruecos | 2–1  | Etiopía  | 2–0 | 0–1    |
| Senegal   | 1–7  | Ghana    | 0–2 | 1–5    |
| Egipto    | 3–5  | Camerún  | 2–4 | 1–1    |
| Burundi   | 0–2  | Nigeria  | 0–1 | 0–1    |

### Marruecos vs Etiopía
| 13 de enero de 2024 | Marruecos                 | 2:0     | Etiopía | Ben M'Hamed El Abdi Stadium, El Jadida, |                           |
| 16:00 (UTC+1)       | - Zouhir 10' - Basser 51' | Reporte |         | Árbitra: Shamirah Nabadda               | Árbitra: Shamirah Nabadda |

| 21 de enero de 2024 | Etiopía          | 1:0     | Marruecos | Estadio Abebe Bikila, Adís Abeba (Etiopía), |               |
| 15:00 (UTC+3)       | - Tsehaynesh 52' | Reporte |           | Árbitra: [[]]                               | Árbitra: [[]] |

### Senegal vs Ghana
| 13 de enero de 2024 | Senegal | 0:2     | Ghana         | Stade Lat-Dior, Thiès,  |                         |
| 17:00 (UTC+0)       |         | Reporte | - Twum 5', 7' | Árbitra: Rosa Hanjavola | Árbitra: Rosa Hanjavola |

| 21 de enero de 2024 | Ghana                                                            | 5:1     | Senegal | Estadio Baba Yara, Kumasi (Ghana), |               |
| 16:00 (UTC+0)       | - Nyame 18' - B. Nyarko 23', 72' - Twum 67' (pen.) - Abdulai 78' | Reporte | - Ba 5' | Árbitra: [[]]                      | Árbitra: [[]] |

### Egipto vs Camerún
| 12 de enero de 2024 | Egipto                                       | 2:4     | Camerún                                          | Alexandria Stadium, Alexandria, |                            |
| 17:00 (UTC+2)       | - N. Ramadan 17' (pen.) - J. Emad 32' (pen.) | Reporte | - Lemana 14' - Lamine 30', 78' - Meva Kiki 90+3' | Árbitra: Aissata Boudy Lam      | Árbitra: Aissata Boudy Lam |

| 21 de enero de 2024 | Camerún      | 1:1     | Egipto         | Stade de la Reunificación, Douala (Camerún), |                          |
| 15:00 (UTC+1)       | - Lamine 74' | Reporte | - H. Essam 40' | Árbitra: Suavis Iratunga                     | Árbitra: Suavis Iratunga |

### Burundi vs Nigeria
| 14 de enero de 2024 | Burundi | 0:1     | Nigeria                    | Azam Complex Stadium, Dar es Salaam (Tanzania), |               |
| 16:00 (UTC+3)       |         | Reporte | - Aikekoromowei 45' (pen.) | Árbitra: [[]]                                   | Árbitra: [[]] |

| 20 de enero de 2024 | Nigeria       | 1:0     | Burundi | Estadio Nacional de Abuya, Abuya (Nigeria), |               |
| 16:00 (UTC+1)       | - Ajakaye 79' | Reporte |         | Árbitra: [[]]                               | Árbitra: [[]] |

## Equipos clasificados para la Copa Mundial Femenina Sub-20 de la FIFA
Los siguientes cuatro equipos de CAF se clasificaron para la Copa Mundial Femenina Sub-20 de la FIFA 2024 en Colombia.
| Clasificados | Clasificados | Clasificados | Clasificados | Clasificados |
| ------------ | ------------ | ------------ | ------------ | ------------ |
| Marruecos    | Ghana        | Camerún      | Nigeria      |              |